# 코막힘
코막힘(nasal congestion)은 보통 혈관 염증으로 코가 부풀어오르는 세포벽 내벽으로 인해 콧구멍이 막히는 질병이다. 비충혈(鼻充血), 비폐색(鼻閉塞)이라고도 한다.
비충혈 완화제는 불편함을 직접 대상으로 한다. 코분무기, 흡입기, 경구환제로 출시된다.
코막힘은 가벼운 안면통 및 두통, 그리고 종종 알레르기나 감기로 인한 어느 정도의 불편함을 유발할 수 있다.

## 병인
- 알레르기 비염[2](꽃가루나 풀에 대한 알레르기 반응)과 같은 알레르기
- 감기[2], 인플루엔자
- 비중격 만곡증
- 약(예: 탐술로신)에 대한 반응
- 약물성 비염[2]
- 부비강염[2]
- 좁아진 비판막[3]
- 임신 중 체내 혈류량의 증가[2]
- 비용종[2]
- 수포성갑개
- 빈 코 증후군
- 위 식도 역류병[4]

## 같이 보기
- 흡입기